# جرمایا بلک
ارمیا سالیوان بلک (انگلیسی: Jeremiah S. Black; ۱۰ ژانویهٔ ۱۸۱۰ – ۱۹ اوت ۱۸۸۳) سیاست‌مدار اهل ایالات متحده آمریکا بود.